# ورزشگاه جینهوا
ورزشگاه جینهوا (انگلیسی: Jinhua Stadium) یک ورزشگاه فوتبال و دو و میدانی در شهر ژجیانگ، چین است.
این ورزشگاه که در سال ۲۰۱۳ تأسیس شده دارای ۳۰٬۰۰۰ نفر ظرفیت است. همچنین یک سالن ورزشی در کنار این ورزشگاه با ظرفیت ۵۹۰۰ نفر و مساحت ۲۶٬۹۰۰ مترمربع قرار دارد.

## نگارخانه

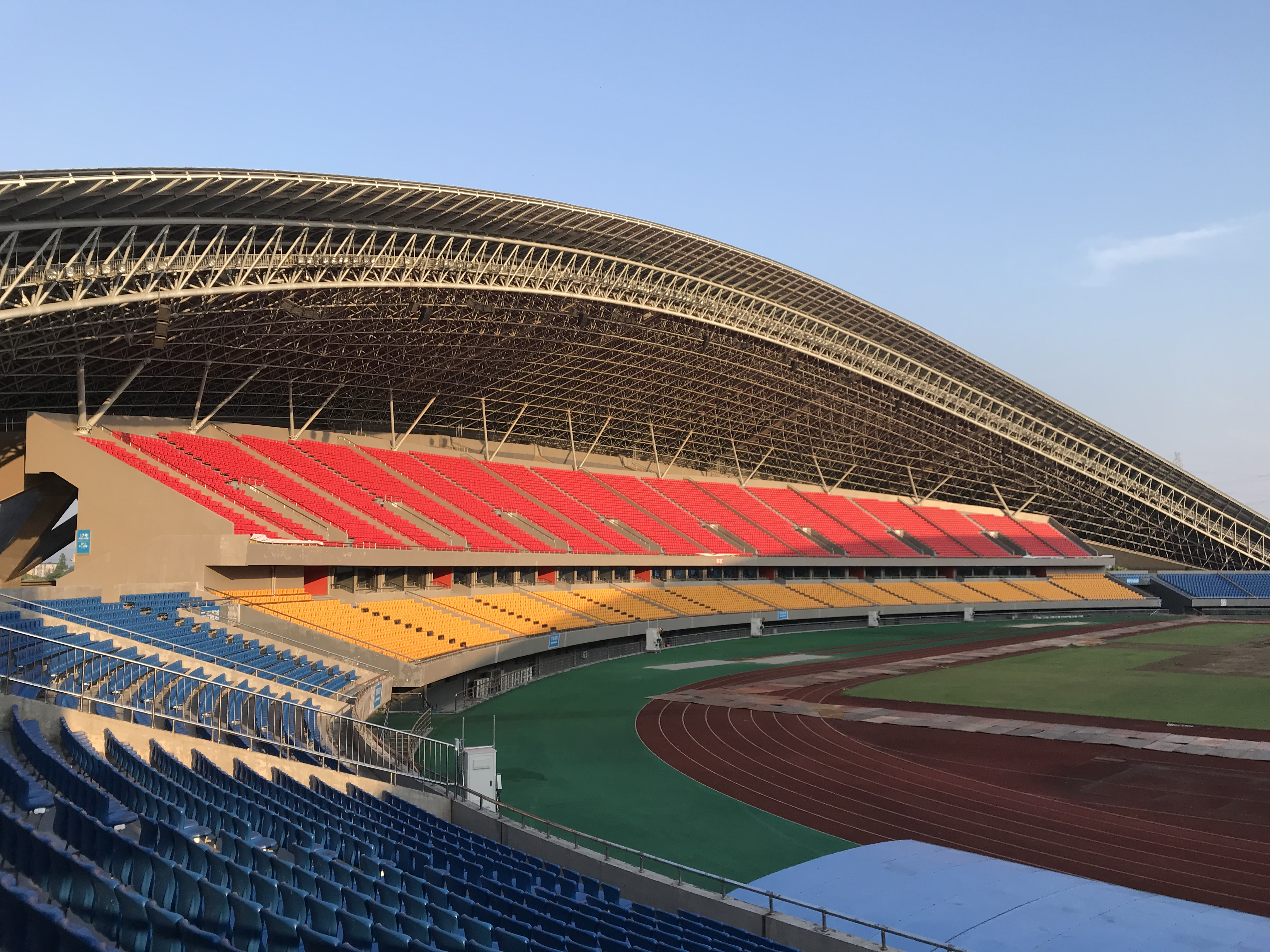
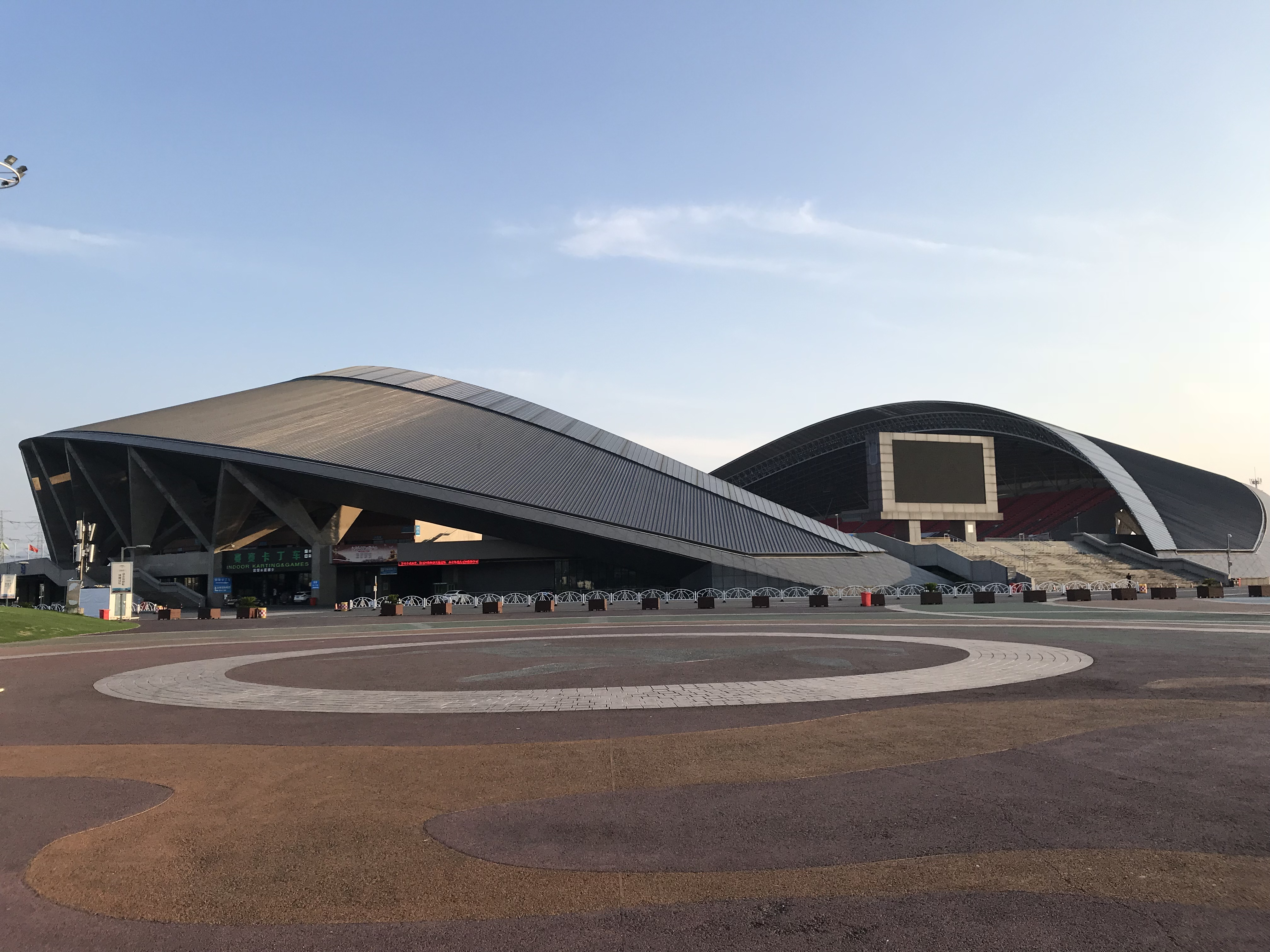
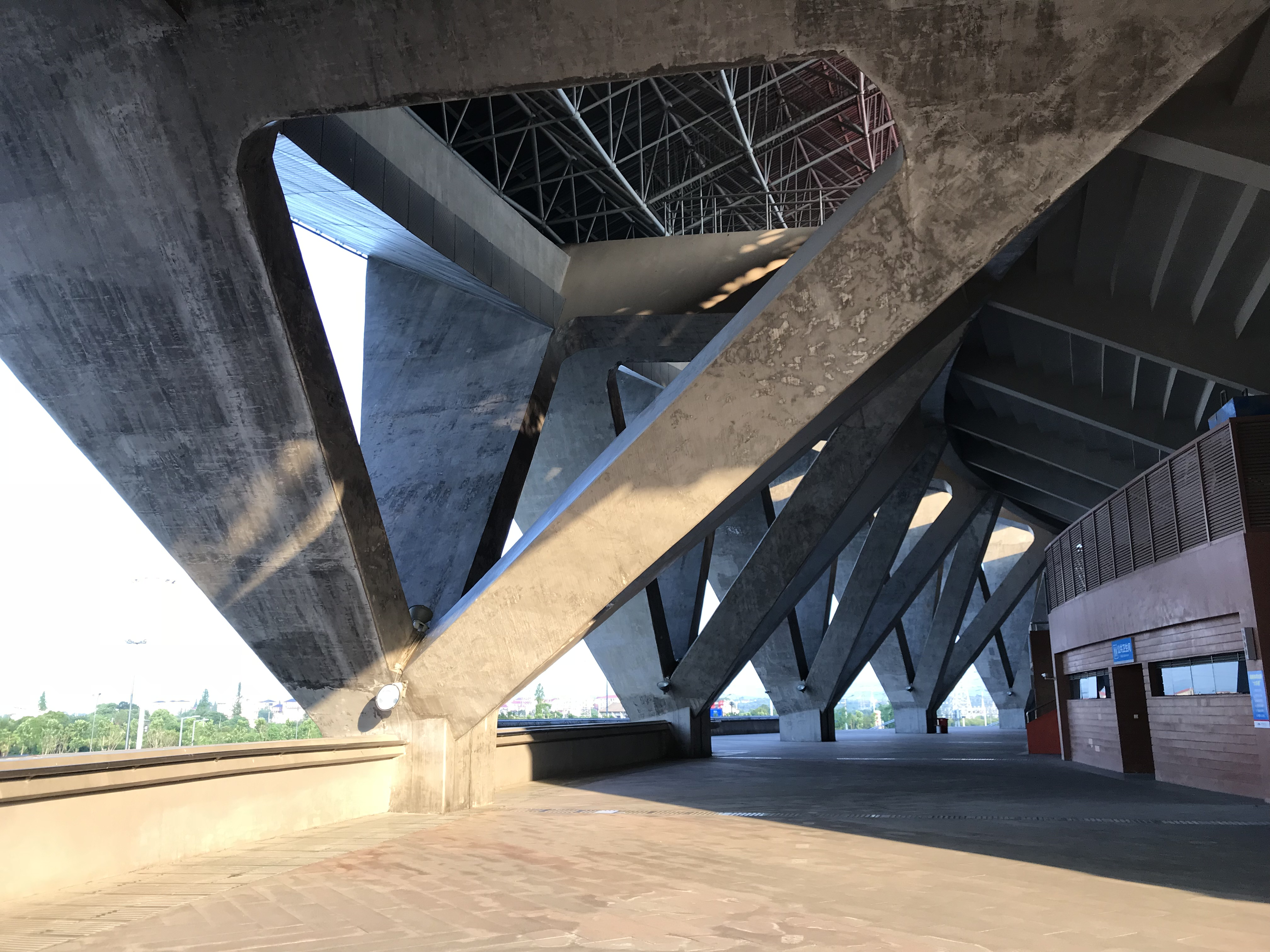